# 東市来町南神之川
東市来町南神之川（ひがしいちきちょうみなみかみのかわ）は、鹿児島県日置市の大字。旧日置郡下伊集院村大字神之川（一部）、日置郡東市来町大字南神之川。郵便番号は899-2434。人口は52人、世帯数は27世帯（2020年10月1日現在）。

## 地理
日置市の中部に位置しており、神之川の河口部に位置する。字域の北方には神之川を挟んで東市来町神之川、南方には日吉町神之川、東方には東市来町寺脇、日吉町日置、日吉町山田がそれぞれ隣接しており、西方には東シナ海に面する。
字域の東部を国道270号が南北に通っており、集落は西部の神之川沿いに集中し、神之川沿いに水田が広がる農業地域である。

### 小字
東市来町南神之川に属する小字は1956年時点で諏訪田、迫ノ田、地蔵免、内迫、細ノ平、細ノ平一、細地、堀松、一反田、東、東迫、東畑、栫、堂之元、南原、西之平、松ケ迫、大平、春松、下町原、八久保、小久保、丸岡、上北迫、瀬戸口、野中、野元、ヒヨリ、中丸、三重岡、四ツ衛、馬渡、藤石元、山下川原、古道、川畑、川添、山下、川原がある。

## 歴史

旧下伊集院村における南神之川（薄橙色の上側）の位置

### 前史
1889年（明治22年）4月1日に町村制が施行されたのに伴い、伊集院郷の北部にあたる苗代川村・野田村・神之川村・宮田村・寺脇村・上神殿村・下神殿村・嶽村・桑畑村・麦生田村・有屋田村の区域より日置郡下伊集院村が成立した。神之川村は下伊集院村の大字「神之川」となり、現在の南神之川の区域は大字神之川の一部となった。

### 神之川からの分離以降
1956年（昭和31年）9月30日には同日に官報に掲載された「 町村の廃置分合」（総理府告示）により下伊集院村が解体分割されることとなり、大字有屋田・大字嶽が日置郡郡山町、大字苗代川・大字宮田・大字神之川（一部）が日置郡東市来町、大字神之川（一部）が日置郡日吉町にそれぞれ編入され、その他の下伊集院村の区域及び及び伊集院町の全域を廃し新たに伊集院町が設置された。東市来町に編入される区域が大字神之川から分離し、東市来町の大字「南神之川」として新たに設置された。残部は日吉町に編入され大字神之川（現在の日吉町神之川）となった。
2005年（平成17年）5月1日に東市来町が日置郡伊集院町、吹上町、日吉町と合併し日置市が成立した。この合併に先立って設置された法定合併協議会である「日置中央合併協議会」において大字名については「字の区域は、現行どおりとし、現行の字の名称の前に当該字の属する合併前の町の名称を付し、字の名称を変更する。」と協定された。合併日の2005年（平成17年）5月1日に鹿児島県の告示である「 字の名称の変更」が鹿児島県公報に掲載された。この告示の規定に基づき即日大字の名称変更が行われ、大字名が「南神之川」から「東市来町南神之川」に改称された。

## 字域の変遷
| 分割後               | 分割年             | 分割前               | 分割前 | 出典  |
| 分割後               | 分割年             | 大字                 | 区域 | 出典  |
| -------------------- | ------------------ | -------------------- | --- | ----- |
| 東市来町大字南神之川 | 1956年（昭和31年） | 下伊集院村大字神之川 | 諏訪田、迫ノ田、地蔵免、内迫、細ノ平、細ノ平一、細地、堀松、一反田、東、東迫、東畑、栫、堂之元、南原、西之平、松ケ迫、大平、春松、下町原、八久保、小久保、丸岡、上北迫、瀬戸口、野中、野元、ヒヨリ、中丸、三重岡、四ツ衛、馬渡、藤石元、山下川原、古道、川畑、川添、山下、川原 | [ 5 ] |

## 人口
以下の表は国勢調査による小地域集計が開始された1995年以降の人口の推移である。
| 統計年             | 統計年 | 人口 | 人口 |
| ------------------ | ------ | ---- | ---- |
| 1995年（平成7年）  | [ 13 ] | 154  |      |
| 2000年（平成12年） | [ 14 ] | 142  |      |
| 2005年（平成17年） | [ 15 ] | 109  |      |
| 2010年（平成22年） | [ 16 ] | 78   |      |
| 2015年（平成27年） | [ 17 ] | 76   |      |
| 2020年（令和2年）  | [ 3 ]  | 52   |      |

## 施設

### 寺社
- 南方神社[4]

## 小・中学校の学区
市立小・中学校に通う場合、学区（校区）は以下の通りとなる。
| 大字             | 小字 | 小学校               | 中学校               |
| ---------------- | ---- | -------------------- | -------------------- |
| 東市来町南神之川 | 全域 | 日置市立伊作田小学校 | 日置市立東市来中学校 |

## 交通

### 道路
一般国道
- 国道270号